# Cannes-et-Clairan
Cannes-et-Clairan (okzitanisch Canas e Clairan) ist eine französische Gemeinde mit 610 Einwohnern (Stand: 1. Januar 2022) im Département Gard in der Region Okzitanien (vor 2016 Languedoc-Roussillon). Die Gemeinde gehört zum Arrondissement Nîmes und zum Kanton Calvisson (bis 2015 Quissac). Die Einwohner werden Canranois genannt.

## Geografie
Cannes-et-Clairan liegt etwa 20 Kilometer südlich von Alès und etwa 19 Kilometer nordwestlich von Nîmes. Im östlichen Gemeindegebiet verläuft das Flüsschen Courme. Die Nachbargemeinden von Cannes-et-Clairan sind Saint-Théodorit im Norden, Moulézan im Nordosten, Montmirat im Osten, Crespian im Süden und Südosten, Vic-le-Fesq im Süden, Orthoux-Sérignac-Quilhan im Südwesten, Bragassargues im Westen sowie Puechredon im Nordwesten.

## Bevölkerungsentwicklung
| Jahr                       | 1962 | 1968 | 1975 | 1982 | 1990 | 1999 | 2006 | 2017 |
| -------------------------- | ---- | ---- | ---- | ---- | ---- | ---- | ---- | ---- |
| Einwohner                  | 228  | 203  | 174  | 171  | 210  | 309  | 369  | 540  |
| Quellen: Cassini und INSEE |      |      |      |      |      |      |      |      |

## Sehenswürdigkeiten

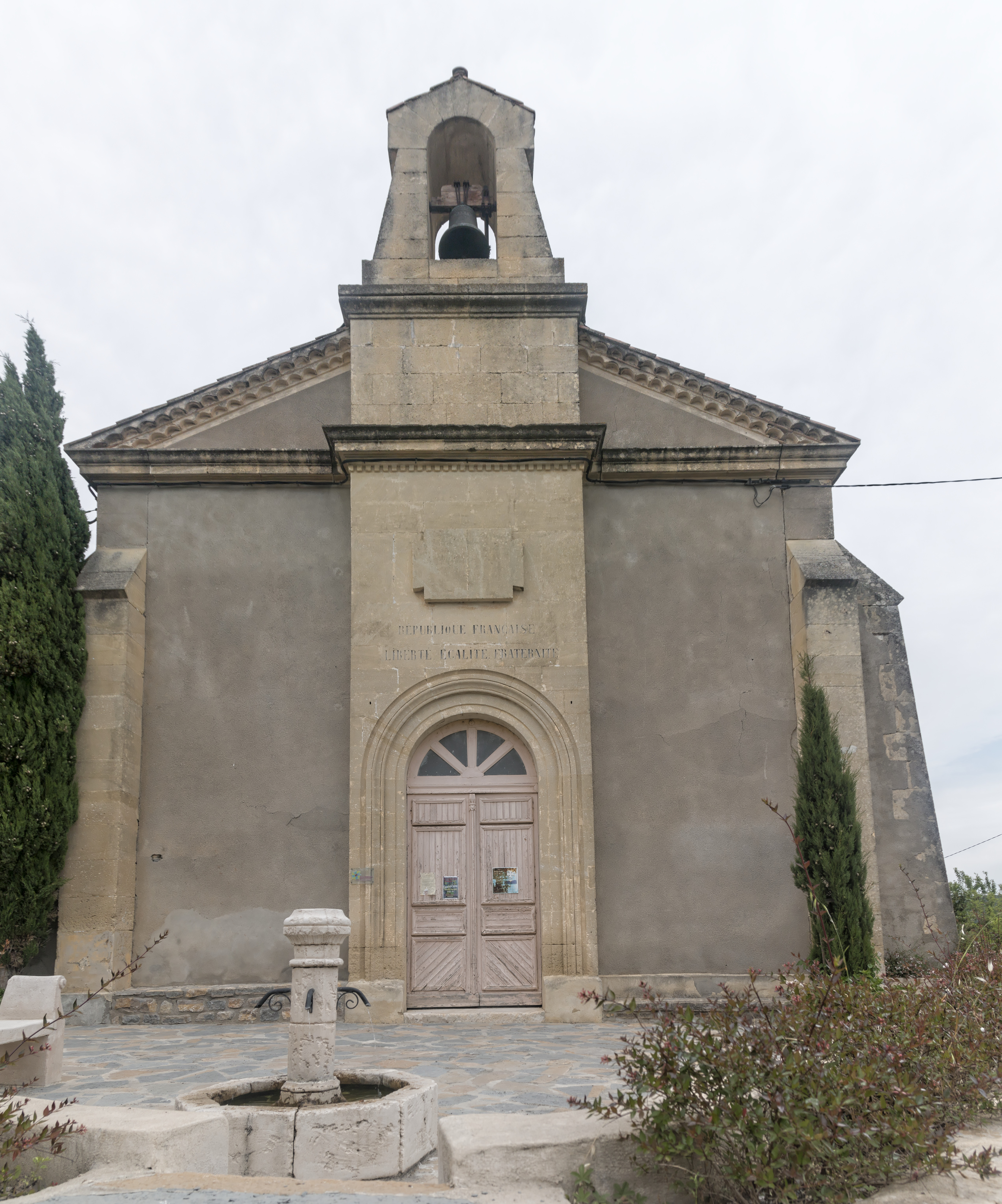
Protestantische Kirche

- Protestantische Kirche